# Neodythemis afra
Neodythemis afra – gatunek ważki z rodziny ważkowatych (Libellulidae). Występuje w Afryce Subsaharyjskiej; stwierdzany w pasie od Kamerunu po Ugandę.